# Saint-Joseph (Manche)
Saint-Joseph – miejscowość i gmina we Francji, w regionie Normandia, w departamencie Manche.
Według danych na rok 1990 gminę zamieszkiwało 677 osób, a gęstość zaludnienia wynosiła 69 osób/km² (wśród 1815 gmin Dolnej Normandii Saint-Joseph plasuje się na 333. miejscu pod względem liczby ludności, natomiast pod względem powierzchni na miejscu 518.).